# فهرست رسانه‌های اجتماعی با بیشترین کاربر فعال
فهرست رسانه‌های اجتماعی با بیشترین کاربر فعال در جدول زیر آمده است. (منظور از کاربر فعال، حسابی است که در ۳۰ روز قبل وارد سامانه شده باشد.)
| ردیف | نام             | شرکت              | کشور                                      | تاریخ عرضه | تعداد کاربران فعال در ماه | سایر اطلاعات                          |
| ---- | --------------- | ----------------- | ----------------------------------------- | ---------- | ------------------------- | ------------------------------------- |
| ۱    | فیس‌بوک          | متا پلتفرمز       | ایالات متحده آمریکا                       | ۲۰۰۴       | ۳/۰۶ میلیارد              | ۲٫۰۴ میلیارد کاربر فعال روزانه        |
| ۲    | یوتیوب          | شرکت آلفابت       | ایالات متحده آمریکا                       | ۲۰۰۵       | ۲/۷۰ میلیارد              |                                       |
| ۳    | واتس‌اپ          | متا پلتفرمز       | ایالات متحده آمریکا                       | ۲۰۰۹       | ۲/۴۰ میلیارد              |                                       |
| ۴    | اینستاگرام      | متا پلتفرمز       | ایالات متحده آمریکا                       | ۲۰۱۰       | ۲/۳۵ میلیارد              | ۵۰۰ میلیون استوری در شبانه‌روز         |
| ۵    | تیک‌تاک          | بایت دانس         | چین                                       | ۲۰۱۷       | ۱٫۶۷ میلیارد              |                                       |
| ۶    | مسنجر           | متا پلتفرمز       | ایالات متحده آمریکا                       | ۲۰۱۱       | ۱٫۳ میلیارد               |                                       |
| ۷    | وی‌چت            | تنسنت             | چین                                       | ۲۰۱۱       | ۱٫۲۲۵ میلیارد             |                                       |
| ۸    | لینکدین         | مایکروسافت        | ایالات متحده آمریکا                       | ۲۰۰۳       | ۹۳۰ میلیون                | ۷۰۰ میلیون کاربر ثبت‌شدهs              |
| ۹    | اسنپ‌چت          | اسنپ اینک.        | ایالات متحده آمریکا                       | ۲۰۱۱       | ۷۵۰ میلیون                | ۳۳۲ میلیون کاربر فعال روزانه          |
| ۱۰   | تلگرام          | تلگرام            | امارات متحده عربی · جزایر ویرجین انگلستان | ۲۰۱۳       | ٩۵٠ میلیون                |                                       |
| ۱۱   | دووین           | بایت دانس         | چین                                       | ۲۰۱۶       | ۶۰۰ میلیون                |                                       |
| ۱۲   | تنسنت کیوکیو    | تنسنت             | چین                                       | ۱۹۹۹       | ۵۹۵ میلیون                | ۲۶۷ میلیون کاربر فعال روزانه          |
| ۱۳   | ویئبو           | سینا (شرکت)       | چین                                       | ۲۰۰۹       | ۵۸۶ میلیون                | ۲۴۱ میلیون کاربر فعال روزانه          |
| ۱۴   | کیوزون          | تنسنت             | چین                                       | ۲۰۰۵       | ۵۱۷ میلیون                |                                       |
| ۱۵   | ردیت            | ردیت              | ایالات متحده آمریکا                       | ۲۰۰۵       | ۵۰۰ میلیون                | ۵۲ میلیون کاربر فعال روزانه           |
| ۱۶   | کوایشو          | کوایشو            | چین                                       | ۲۰۱۱       | ۴۸۱ میلیون                |                                       |
| ۱۷   | پینترست         | پینترست           | ایالات متحده آمریکا                       | ۲۰۰۹       | ۴۵۹ میلیون                | ۹۸ میلیون کاربر فعال ماهانه در آمریکا |
| ۱۸   | توییتر          | شرکت توییتر       | ایالات متحده آمریکا                       | ۲۰۰۶       | ۴۵۰ میلیون                |                                       |
| ۱۹   | مایکروسافت تیمز | مایکروسافت        | ایالات متحده آمریکا                       | ۲۰۱۷       | ۳۰۰ میلیون                | ۱۴۵ میلیون کاربر فعال روزانه          |
| ۲۰   | کورا            | کورا              | ایالات متحده آمریکا                       | ۲۰۰۹       | ۳۰۰ میلیون                |                                       |
| ۲۱   | اسکایپ          | مایکروسافت        | ایالات متحده آمریکا                       | ۲۰۰۳       | ۳۰۰ میلیون                | ۴۰ میلیون کاربر فعال روزانه           |
| ۲۲   | بایدو تیبا      | بایدو             | چین                                       | ۲۰۰۳       | ۳۰۰ میلیون                | ۱۵۰۰ میلیون کاربر ثبت‌شده              |
| ۲۳   | وایبر           | راکوتن            | قبرس                                      | ۲۰۱۰       | ۲۶۰ میلیون                | ۱۱۶۹ میلیون کاربر ثبت‌شده              |
| ۲۴   | ایمو            | پیج‌بایتس          | ایالات متحده آمریکا                       | ۲۰۰۷       | ۲۰۰ میلیون                |                                       |
| ۲۵   | شیاهانگشو       |                   | چین                                       | ۲۰۱۳       | ۲۰۰ میلیون                |                                       |
| ۲۶   | توییچ           | آمازون (شرکت)     | ایالات متحده آمریکا                       | ۲۰۱۱       | ۱۸۰ میلیون                |                                       |
| ۲۷   | لاین            | موتور جستجوی ناور | ژاپن                                      | ۲۰۱۱       | ۱۷۸ میلیون                |                                       |
| ۲۸   | دیسکورد         | دیسکورد           | ایالات متحده آمریکا                       | ۲۰۱۵       | ۱۵۰ میلیون                |                                       |
| ۲۹   | جاش             | جاش               | هند                                       | ۲۰۲۰       | ۱۵۰ میلیون                |                                       |
| ۳۰   | لایکی           | بیگو لایو         | سنگاپور                                   | ۲۰۱۷       | ۱۵۰ میلیون                |                                       |
| ۳۱   | پیکسارت         | پیکسارت           | ایالات متحده آمریکا · ارمنستان            | ۲۰۱۱       | ۱۵۰ میلیون                |                                       |
| ۳۲   | ویوو            | ویوو              | ایالات متحده آمریکا                       | ۲۰۰۹       | ۱۵۰ میلیون                |                                       |
| ۳۳   | تامبلر          | شرکت اتوماتیک     | ایالات متحده آمریکا                       | ۲۰۰۷       | ۱۳۵ میلیون                | ۸٫۶ میلیون پست در شبانه‌روز            |
| ۳۴   | استک اکسچنج     | پروسوس            | ایالات متحده آمریکا                       | ۲۰۰۸       | ۱۰۰ میلیون                |                                       |
| ۳۵   | وی‌کی            | میل. آر یو        | روسیه                                     | ۲۰۰۶       | ۱۰۰ میلیون                |                                       |